# Elaine Marley
Elaine Marley a LucasArts Monkey Island-sorozatának egyik főszereplője. Elaine az unokája Horatio Torquemada Marley kapitánynak, aki a legendás kincs a Big Whoop (Nagy Dobás) keresésére indult. Ezenkívül Elaine a Tri-Island Area (Három Sziget Körzet) kormányzója is.

## Szereplések
|  | Alább a cselekmény részletei következnek! |

### Háttér
Elaine egy gyönyörű, fiatal nő, akinek kormányzósága alatt már számos kérője akadt. Ezek közül az egyik a félelmetes kalóz, LeChuck volt, aki egy rosszindulatú, öntelt, aljas, gonosz ember. Az Elaine-LeChuck történet "rövid változata" egy, a The Secret of Monkey Island-beli kalóz szerint úgy szól, hogy Elaine azt mondta LeChuck-nak hogy "drop dead" (fordulj fel), és ő így is tett. A hosszabb változat szerint viszont LeChuck le akarta nyűgözni Elaine-t azzal, hogy megtalálja Monkey Island titkát. Amint elérte a sziget partját, egy természetfeletti vihar elsüllyesztette a hajóját, nem hagyva túlélőket. LeChuck mindkét változatban meghal, de ez nem állítja meg abban, hogy feleségül vegye Elaine-t (ha kell, akár erőszakkal is).

### The Secret of Monkey Island
A sorozat főhőse, a szerencsétlen, kalóz-jelölt kamasz, Guybrush Threepwood akkor találkozik először Elaine-nel, mikor kirabolja őt. Guybrush miközben be akarja bizonyítani, hogy igazi kalóz, három próbát igyekszik teljesíteni. Ezeknek a próbáknak az egyike, hogy lopja el a "The Idol of Many Hands"-t (sok kéz bálványa), ami egy szobor a kormányzó villájában. Mêlée Island seriffje, Fester Shinetop megpróbálja letartóztatni Guybrush-t a lopásért, de Elaine közbelép, és elbocsátja Fester-t. Egy rövid párbeszéd közben Elaine elmondja Guybrush-nek, hogy hallott már róla és egyből kíváncsivá tette a neve. Azt is mondja neki, hogy nem néz ki kalóznak, mert túl "édes" arca van. Guybrush a gyönyörtöl elámulva semmi értelmeset nem tud szólni a "párbeszéd" során.
Elaine hamarosan újra feltűnik, miután Guybrush-nek ismét sikerül kicsúsznia Shinetop seriff kezei közül. Ekkor bevallja Guybrush-nek hogy mélyen vonzódik hozzá, majd egy különös becézés sorozatba kezdenek ("Plunder bunny!" és hasonlók). Elaine-t és Guybrush-t nem láthatjuk együtt nyilvánosság előtt, mert Elaine sok kalóznak azt mondta, hogy megígérte apukájának hogy soha nem szeret bele kalózba. Elaine megígéri Guybrush-nek, hogy amint megcsinálja a három próbáját, várja őt a villájában.
Természetesen mire Guybrush végez a próbákkal, LeChuck és szellem legénysége elrabolja Elaine-t. A jószándékú főhős megpróbálja kimenteni a nőt, és látszólag épp időben zavarja meg az esküvőt. Valójában romba dönti Elaine tervét, miszerint lefújta volna LeChuck-ot "szellem-ellenes" varázsitallal, de a nő figyelembe veszi Guybrush megmentési kísérletét.
Guybrush-nek végül sikerül legyőznie LeChuck-ot, és a játék zárójelenetében a boldog pár végignézi a "tűzijátékot", amint LeChuck szellemének felrobbanása okoz.

### Monkey Island 2: LeChuck's Revenge
Bár Elaine szerepe sokkal csekélyebb a második részben, a történet nagy része kapcsolódik hozzá. A játék kezdetén, Guybrush kötélen lóg egy óriási aknába. Ekkor Elaine feltűnik, és felajánlja a segítségét, de csak ha Guybrush elmeséli, hogy került oda. (körülbelül a játék 90%-a azt mutatja be, amit Guybrush Elaine-nek mesél. A beszámóló csak akkor "szakad meg", mikor Guybrush meghal. Elaine türelmesen hallgatja az elbeszélést, de ekkor rámutat, hogy Guybrush nem halhat meg, ha el tudja mesélni a vele történteket. Ezután a játék visszaugrik, és a játékos kap még egy lehetőséget, hogy kimentse Guybrush-t a veszélyes helyzetből.) 
A visszaemlékezésben Elaine dühös Guybrush-ra valamilyen okból. Ebben a részben a kormányzó már a Booty Island-en lévő kormányzói villában tartózkodik, ahol van egy lusta, szemét kutyája, aki a Guybrush névre hallgat. Mikor Guybrush Threepwood megérkezik Elaine azt reméli, hogy bocsánatot akar tőle kérni, valójában viszont, a nagyapja Horatio Torquemada Marley térképének egyik darabjáért jött. Ez felbosszantja a nőt, aki ezek után nem akar szóba állni Guybrush-sal. 
Mikor végül Guybrush elér a mesélés végére (tehát a jelenig), a kötele elszakad, és lezuhan az aknába. Ezután Elaine-nek már csak egy rövid jelenete lesz a játékban. A stáblista közben hangosan tűnődik (látszólag aggódóan), hogy Guybrush vajon áldozatául esett-e LeChuck gonosz varázslatának.

### The Curse of Monkey Island
Ennek a résznek már a legelején láthatjuk Elaine-t, aki épp nagyban egyezkedik hajdani kérőjével, LeChuck-kal. Miután ismét megmenti Guybrush-t, Guybrush megkéri Elaine kezét, azzal az elátkozott gyémántgyűrűvel, amit LeChuck hajóján talált. A gyűrű Elaine-t azonnal aranyszoborrá változtatja. A játék nagy részében ebben az állapotában is marad (egy ütő-mozdulat közepén, haragos arccal). Mikor Guybrush-nek végül sikerül megtörnie az átkot, a nő megbocsát neki, majd a játék zárójelenetében összeházasodnak. 
A CMI-ben Elaine-és Guybrush szinte csak az átvezető animációkban lépnek kapcsolatba, a normális játék helyett. Elaine-nek ebben a játékban a legcsekélyebb az aktív szerepe, de számos jelenetben feltűnik szoborként.

## Testet öltés
Az Escape from Monkey Island hírhedt volt a rajongók közt arról, hogy ellentmondásokat vitt a Monkey Island meglévő történetébe. Amíg Herman Toothrot személyazonossága nyilvánvaló, addig Elaine életkorával kapcsolatban kétségek merülnek fel. Az EMI-ben Elaine azt állítja, hogy a nagyapja, Horatio húsz éve tűnt el, de akkor már ő volt Mêlée Island kormányzója (és LeChuck már udvarolt neki). Guybrush viszont mindössze 21 éves a játék szerint, ami jelentős korkülönbséget jelent köztük. Ez egy nagy tévedés lehet, mert Elaine és Guybrush nagyjából egyidősnek néznek ki. Ezt az EMI-ben lévő párbeszédet leszámítva viszont az elképzelés, miszerint Marley kapitány húsz éve tűnt el, megállja a helyét.
Bár a Monkey Island-sorozat inkább a humort állítja előre, nem pedig a komoly elképzeléseket, a sorozat számos ellentmondást, korhűtlenséget és tévedést tartalmaz, egyszóval nem ígéretes hitelesség vagy következetesség terén.

## Érdekességek
- Elaine Marley neve szinte biztos, hogy utalás Bob Marley-ra. A sorozat zenéjének nagy része eléggé "reggae-izű", ami a karibi környezetnek köszönhető.

- A The Secret of Monkey Island-ben számos közeli képet láthatunk a szereplők arcáról, amikor éppen Guybrush-sel beszélgetnek. Elaine képe a pletyka szerint Avril Harrison-ról, a LucasFilm Games (a LucasArts elődje) egyik művészéről lett mintázva.

- Az első játék végén, ha a játékos egy bizonyos párbeszéd-lehetőséget választ, Elaine tesz egy megjegyzést, miszerint Guybrush 'sounds like her husband' (úgy beszél, mint a férje). Ez valószínűleg csak egy vicces csattanó, nem pedig egy komoly kijelentés. Inkább csak viccet csinálnak abból a tényből, hogy Guybrush beleszeretett Elaine-be, és egy mentőakció közepébe vetette magát, anélkül, hogy egyáltalán tudta volna hogy Elaine foglalt-e. Bár ez a "férj" soha előtte nem volt megemlítve, sem pedig a későbbi játékokban, Elaine lehet akár elvált, vagy özvegy is (de valószínűbb hogy csak egy újabb vicces momentum, ami nem tekinthető komolynak).

- Elaine hangját a The Curse of Monkey Island-ban Alexandra Boyd (brit) adja, az Escape from Monkey Island-ben pedig Charity James (amerikai). Ezáltal Elaine az egyetlen főszereplő, akinek a harmadik és negyedik részben nem ugyanaz a hangja.

- A Monkey Island 2: LeChuck's Revenge-ben a Phatt Island-en lévő könyvtárban találhatunk számos romantikus regényt, amiket Melanie Leary írt. Ez a név az Elaine Marley anagrammája, ami azt jelzi, hogy Elaine álnév alatt írt a Guybrush-sel való szakítás után. Érdekességképp van egy másik "romantikus" regény is, amit Elaine az igazi nevén írt, és a Guybrush-sel való bosszantó kapcsolatukat részletezi.